# Плейохазий

Терминальный цветок в центре отличает плеохазий от зонтика

Плейохазий (лат. pleiochasium от pleion с др.-греч. — «больше») или многолучевой верхоцветник — цимозное соцветие, т.е. частный случай симподиального ветвления: ниже терминального цветка главной оси в одной точке возникают несколько вторичных осей. Они снова окаймлены терминальным цветком, ниже которого снова возникают вторичные оси. Их число часто уменьшается до двух, так что плейохазий превращается в дихазий. Плейохазии часто встречаются в семействе Молочайные.
Если в многолучевом верхоцветнике цветоножки не развиваются, то получается особая форма соцветия, так называемый пучок (лат. fasciculus) — это в тех случаях, когда цветоножки очень коротки и цветки расположены на одной высоте, например у гвоздики картузианской (Dianthus Carthusianorum L.) или клубочек (лат. glomerulus) — когда цветоножки очень коротки и неодинаковой длины и цветки неправильно скучены, например у мари, Chenopodium, свеклы, Herniaria, Adoxa и у др.).

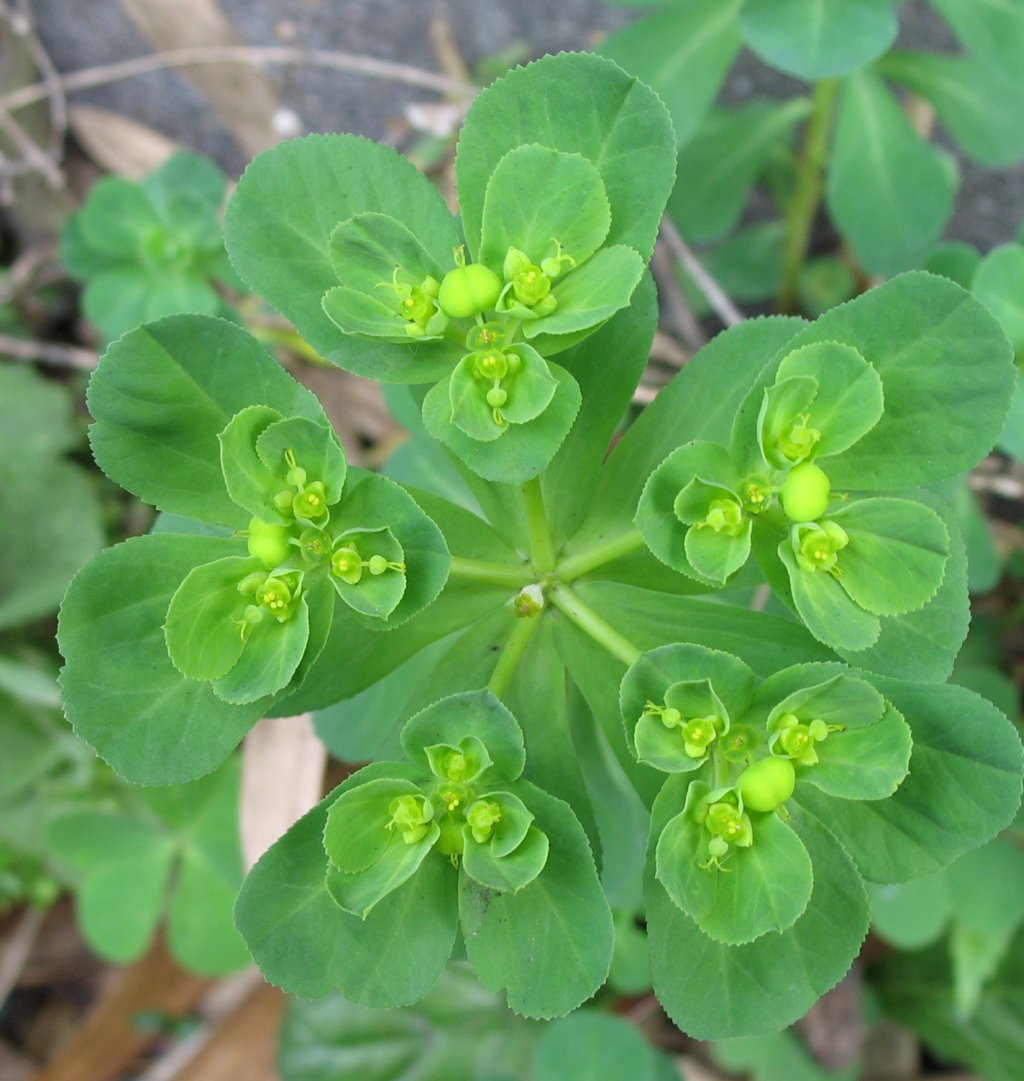
Плеохазий у Молочай-солнцегляд|молочая-солнцегляда (Euphorbia helioscopia|Euphorbia helioscopia)

Плейохазий похож на зонтик благодаря короткой главной оси и неразветвленным, одинаково длинным вторичным осям. Однако цветы несут не только второстепенные оси, но и короткая главная ось, которая может сильно уменьшиться. Этот конечный цветок обычно распускается первым и служит отличительным признаком от зонтика. Настоящий зонтик имеет только вторичные оси после точки разветвления и больше не имеет главной оси, цветы обычно распускаются снаружи внутрь.